# Deichverband Land Wursten

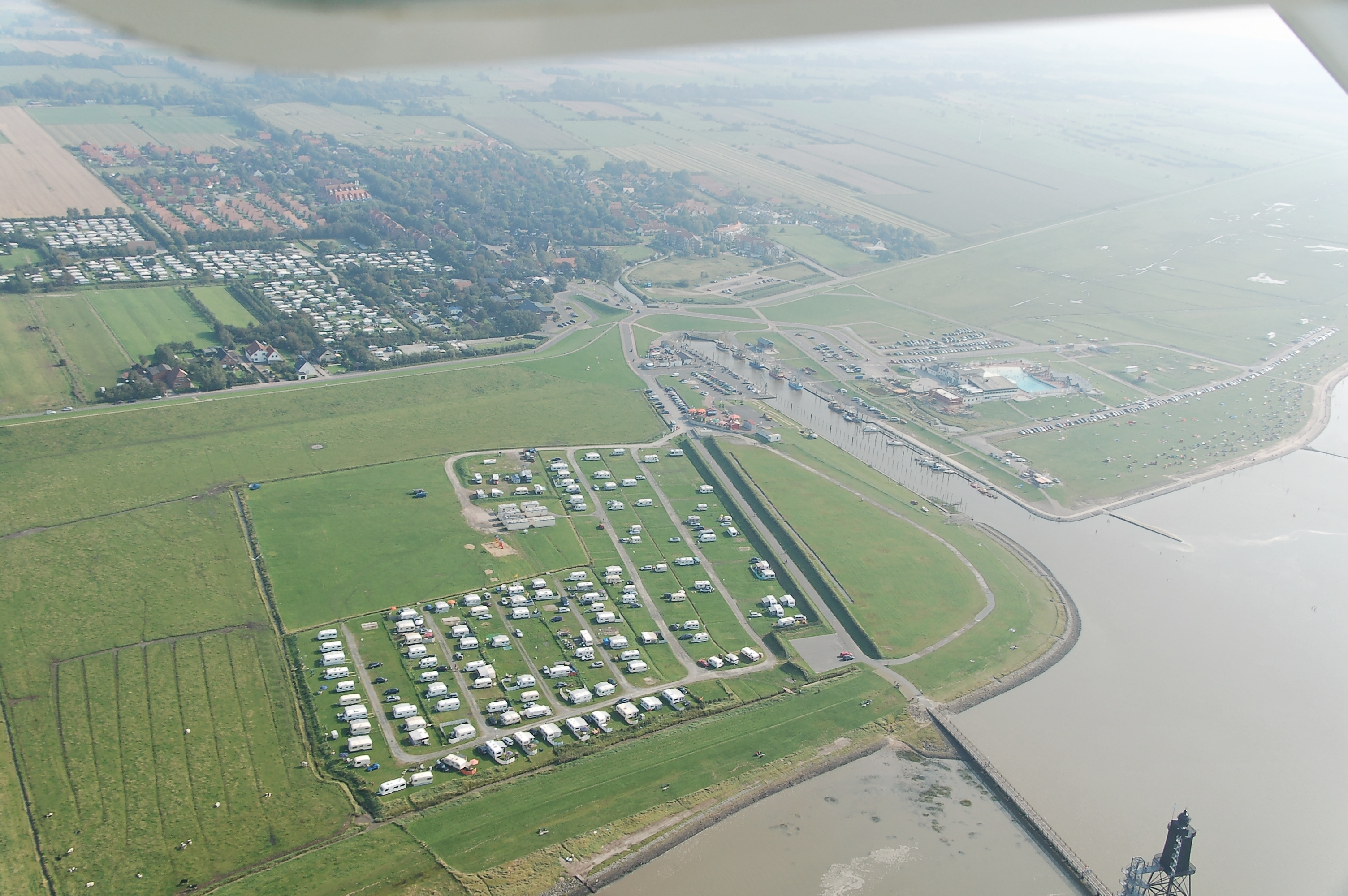
Blick auf das Dorumer Tief (dahinter Dorumer Neufeld) mit Hauptdeichlinie. Im Vordergrund Campingplatz mit Sommerdeich.

Der Deichverband Land Wursten ist ein Deichverband im Land Wursten mit Sitz in Beverstedt.

## Verbandsgebiet
Der Deichverband ist für ein 15.970 Hektar großes Gebiet im Landkreis Cuxhaven zuständig, welches alle im Schutz des Hauptdeiches gelegenen Grundstücke bis zu einer Höhe von NN +6,00 m inklusive der innerhalb dieses Gebietes liegenden höheren Bodenerhebungen umfasst. Das Gebiet erstreckt sich über die Gemeinden Wremen, Mulsum, Misselwarden, Padingbüttel, Dorum und Cappel sowie Teile der Gemeinden Midlum und Nordholz und der Städte Geestland und Cuxhaven.
Die Hauptdeichlinie im Zuständigkeitsbereich des Deichverbandes Land Wursten ist 28 Kilometer lang. Sie erstreckt sich von der Landesgrenze zu Bremen im Norden Bremerhavens bis zu dem höher gelegenen Gelände der Wurster Heide bei Cuxhaven.
Das Verbandsgebiet des Deichverbandes Land Wursten grenzt im Süden an das von bremenports betreute Gebiet in Bremerhaven.

## Aufgaben
Der Deichverband hat die Aufgabe, Grundstücke im Verbandsgebiet vor Sturmfluten und Hochwasser zu schützen. Dazu unterhält er die im Verbandsgebiet liegenden Hauptdeiche.
Die Deiche werden größtenteils durch Schafe beweidet, um die Deichsicherheit zu gewährleisten. Der Deichverband unterhält für die Beweidung der Deiche zwei Schäfereien.

## Verbandsstruktur
Der Verband wird von einem Ausschuss vertreten, der von den Verbandsmitgliedern gewählt wird. Der Ausschuss besteht aus 13 Mitgliedern. Er wählt seinerseits einen Vorstand, der mit sechs Vorstandsmitgliedern und dem Vorstandsvorsitzenden besetzt ist. Für jedes Ausschuss- und jedes Vorstandsmitglied wird auch ein persönlicher Vertreter gewählt.
Mitglieder des Verbandes sind alle Grundeigentümer und Erbbauberechtigten der im Verbandsgebiet gelegenen Grundstücke.